# Puivelde Koerse
La Puivelde Koerse est une course cycliste belge disputée autour du hameau de Puyvelde, dans la commune de Saint-Nicolas (Flandre-Orientale). Créée en 1966, cette kermesse est habituellement organisée la deuxième semaine de mai, à l'occasion de la foire locale.  
Les Belges Albert Van Vlierberghe et Niko Eeckhout détiennent conjointement le record de succès, avec trois victoires. En 2021 et 2022, la compétition n'est pas organisée en raison de la pandémie de Covid-19.

## Palmarès
| Année     | Vainqueur               | Deuxième                     | Troisième               |
| --------- | ----------------------- | ---------------------------- | ----------------------- |
| 1966      | Albert Van Vlierberghe  | Florent Moerenhout           | Frans Brands            |
| 1967      | Jo de Roo               | Theo Verschueren             | Theo Mertens            |
| 1968      | Albert Van Vlierberghe  | Willy Planckaert             | Jules Van Der Flaas     |
| 1969      | Henri De Wolf           | Roger Jochmans               | Edward Sels             |
| 1970      | Frans Brands            | Etienne Antheunis (nl)       | Jozef van Beers         |
| 1971      | Willy Moonen            | Herman Vrijders              | Etienne Buysse          |
| 1972      | Theo Verschueren        | Alfons De Bal                | Leo Duyndam             |
| 1973      | Rik Van Linden          | Georges Pintens              | Christian De Buysschere |
| 1974      | Etienne Antheunis (nl)  | André Doyen                  | Eddy Goossens           |
| 1975      | Albert Van Vlierberghe  | Cees Bal                     | Cees Priem              |
| 1976      | Walter Planckaert       | Wilfried Reybrouck           | Theo Smit               |
| 1977      | André Dierickx          | Ghislain Van Landeghem       | Marc Meernhout          |
| 1978      | Frans Van Looy          | Étienne De Beule             | Eddy Verstraeten        |
| 1979      | Rudy Colman             | Joseph Borguet (nl)          | Alfons De Bal           |
| 1980      | Patrick Lerno (de)      | Albert Van Vlierberghe       | Richard Bukacki         |
| 1981      | Jos Schipper            | Johnny De Nul (nl)           | Walter Schoonjans       |
| 1982      | Frans Van Vlierberghe   | Oscar Dierickx               | Hans Van Wilder         |
| 1983      | Adrie van der Poel      | Ludo Schurgers (nl)          | Alain Van Hoornweder    |
| 1984      | Ludo Frijns             | Henri Manders                | Eddy Vanhaerens         |
| 1985      | Yves Godimus            | Gery Verlinden               | Walter Planckaert       |
| 1986      | Ludo Frijns             | Yves Godimus                 | Bert Van Ende           |
| 1987      | Benjamin Van Itterbeeck | Adri van Houwelingen         | Eddy Vanhaerens         |
| 1988      | Wilfried Peeters        | Roger Ilegems                | Jean-Pierre Heynderickx |
| 1989      | Wilfried Peeters        | Danny Janssens               | Willy Willems           |
| 1990      | Pascal Elaut            | Jan Bogaert                  | Wilfried Peeters        |
| 1991      | Jan Bogaert             | Theo Akkermans (nl)          | Marnix Lameire          |
| 1992      | Pascal Elaut            | Willem-Jan van Loenhout (nl) | Jan Mattheus            |
| 1993      | Nico Emonds             | Stefan Van Leeuwe            | Edwig Van Hooydonck     |
| 1994      | Patrick Van Roosbroeck  | Hendrik Redant               | Patrick De Wael         |
| 1995      | Hans De Meester         | Etienne De Wilde             | Franky De Buyst         |
| 1996      | Gert Van Brabant        | Bart Heirewegh               | Jans Koerts             |
| 1997      | Ludo Dierckxsens        | Mario Moermans               | Robbie Vandaele         |
| 1998      | Sergueï Ivanov          | Bart Heirewegh               | Willy Willems           |
| 1999      | Niko Eeckhout           | Wim Omloop                   | Bert Roesems            |
| 2000      | Niko Eeckhout           | Jo Planckaert                | Saulius Ruškys          |
| 2001      | Michel Vanhaecke        | Danny Daelman                | Gordon McCauley         |
| 2002      | Gordon McCauley         | Danny Daelman                | Joseph Boulton          |
| 2003      | Niko Eeckhout           | Koen Das                     | Geoffrey Demeyere       |
| 2004      | Dimitri De Fauw         | Peter Schoonjans             | Kevin Van Impe          |
| 2005      | Hamish Haynes           | Rieno Stofferis              | Vytautas Kaupas         |
| 2006      | Dimitri De Fauw         | Michael Blanchy              | Steve Schets            |
| 2007      | Bart Vanheule           | Denis Flahaut                | Michael Blanchy         |
| 2008      | Frédéric Amorison       | Bart Vanheule                | Jurgen François         |
| 2009      | Steven Van Vooren       | Niko Eeckhout                | Niels Albert            |
| 2010      | Andy Cappelle           | Frédéric Amorison            | Gediminas Bagdonas      |
| 2011      | Steven Caethoven        | Michael Van Staeyen          | Joeri Stallaert         |
| 2012      | Gediminas Bagdonas      | Matthias Allegaert           | Matthew Brammeier       |
| 2013      | Robin Carpenter         | Maxime Vantomme              | Michael Vanthourenhout  |
| 2014      | Oliver Naesen           | Kenny De Ketele              | Francis De Greef        |
| 2015      | Joeri Stallaert         | Niki Terpstra                | Timothy Stevens         |
| 2016      | Wout van Aert           | Wouter Mol                   | Stef Van Zummeren       |
| 2017      | Lawrence Naesen         | Lindsay De Vylder            | Mathias De Witte        |
| 2018      | Dennis Coenen           | Mathias De Witte             | Jonas Rickaert          |
| 2019      | Alexandar Richardson    | Stijn Steels                 | Yoeri Havik             |
| 2020-2021 | Pas organisé            |                              |                         |
| 2022      | Peter Schulting         | Charlie Tanfield             | Niels De Rooze          |
| 2023      | Simon Dehairs           | Timothy Dupont               | Jonas Rickaert          |
| 2024      | Niels Vandeputte        | Timo de Jong                 | Tristan Saunders        |
| 2025      | Thomas Mein             | Ryan Kamp                    | Timo de Jong            |